# Nebulosa (musikgrupp)
Nebulosa var ett svenskt rockband från Stockholm.
Nebulosa var ett symfoniskt rockband som bildades 1977 av Bengt Skarin, Lennart Usterud, Thomas Fransén (vilka tidigare spelat i Yama), Roger Pontare och Thomas Kacso. Bandet släppte endast en självbetitlad LP och splittrades 1979. LP:n Nebulosa beskriver situationen i Ungern vid den tiden, och Kacso, som var ungrare, flyttade tillbaka dit efter att Nebulosa lagt ner verksamheten. Pontare (som under Nebulosa-tiden gick under efternamnet Johansson) startade en solokarriär.